# Intville-la-Guétard
 Intville-la-Guétard  es una población y comuna francesa, situada en la región de Centro, departamento de Loiret, en el distrito de Pithiviers y cantón de Malesherbes.

## Demografía
| 107 | 92 | 88 | 87 | 89 | 99 |
| Para los censos de 1962 a 1999 la población legal corresponde a la población sin duplicidades (Fuente: INSEE [Consultar]) |    |    |    |    |    |